# Kanton Graulhet
Kanton Graulhet (francouzsky Canton de Graulhet) je francouzský kanton v departementu Tarn v regionu Midi-Pyrénées. Tvoří ho sedm obcí.

## Obce kantonu
- Briatexte
- Busque
- Graulhet
- Missècle
- Moulayrès
- Puybegon
- Saint-Gauzens